# Joseph Koechlin-Schlumberger
Pour les articles homonymes, voir Schlumberger.
Charles "Joseph" Émile Koechlin (Mulhouse, 6 décembre 1796 - 25 octobre 1863), connu sous le nom de Koechlin-Schlumberger à la suite de son mariage avec Caroline Schlumberger, était un industriel et homme politique français.

## Biographie
Petit-fils de Samuel Koechlin, un des cofondateurs de l'industrie textile mulhousienne, et fils de Josué Koechlin, maire de Mulhouse sous le Premier Empire, Joseph Koechlin-Schlumberger assura la direction de la filature mulhousienne "Schlumberger, Grosjean et Compagnie" (sur le site de la "Dentsch"). Cofondateur de la Société industrielle de Mulhouse (SIM), il en fut le premier bibliothécaire.
Formé à l'école de Pestalozzi à Yverdon, il manifesta un réel esprit scientifique en tant que géologue amateur, multipliant les contacts avec des scientifiques, et effectuant de nombreuses visites sur le terrain, par exemple sur la côte normande. Sa Carte géologique du département du Haut-Rhin fut complétée et publiée après sa mort par Joseph Delbos, en 1865.
Retiré des affaires à cinquante-cinq ans, il fut nommé maire de Mulhouse en 1852, après avoir été conseiller municipal pendant de nombreuses années.

Il contribua alors à l'assainissement des finances municipales et modernisa sa ville en la dotant notamment d'écoles de quartier, d'une école professionnelle (1854), d'une nouvelle place de marché (place de la Paix), et en faisant achever le canal de décharge entrepris par Émile Dollfus.
Plus ouvert à l'égard des catholiques que son prédécesseur, il favorisa la construction de leur nouvelle église (Saint-Étienne, place de la Paix). C'est aussi sous son mandat que Mulhouse devint une sous-préfecture (1857).
Joseph Koechlin-Schlumberger fut également conseiller général du Haut-Rhin.
Passionné par la géologie et les ammonites, il dessina la première carte géologique du Haut-Rhin et écrivit des traités sur les ammonites (Nouvelles études sur les "Ammonites margaritatus" Montfort, et "Ammonites spinatus" Brug.). Il croise d'autres amateurs-géologues lors de ses excursions dans les falaises des Vaches Noires en pays d'Auge.
Son gendre, Jean Mieg, fut maire de Mulhouse entre 1872 et 1887.

## Pour approfondir